# MC Saïda
Mouloudia Club de Saïda  (em árabe : مولودية سعيدة ), conhecido como MC Saïda ou simplesmente MCS , é um clube de futebol argelino localizado na cidade de Saïda . O clube foi fundado em 1947 e suas cores são verde, vermelho e branco. Sua casa é o Stade 13 Avril 1958 , tem uma capacidade de 20.000 espectadores. O clube está jogando atualmente na Ligue Professionnelle 2 da Argélia .

## Títulos
| NACIONAIS | NACIONAIS       | NACIONAIS | NACIONAIS  |
|           | Competição      | Títulos   | Temporadas |
| --------- | --------------- | --------- | ---------- |
| Argélia   | Copa da Argélia | 1         | 1964-65    |